# 道格拉斯 (喬治亞州)
道格拉斯（英語：Douglas）是一個位於美國喬治亞州科菲縣的城市。根據2010年美國人口普查，該地人口為11589人，而該地的面積約為36.20平方千米。同時該地也是科菲縣的縣治。

## 地理
道格拉斯的座標為31°30′27″N 82°51′03″W / 31.50750°N 82.85083°W，而該地的平均海拔高度為77米（即253英尺）。